# 機能的非識字
機能的非識字（きのうてきひしきじ、英: functional illiteracy）とは、日常生活において、読み書き計算を機能的に満足に使いこなせない、文字自体を読むことは出来ても、文章の意味や内容が理解出来ない状態を指す。文章理解して読み書き出来ること、計算を使いこなせる状態である機能的識字、機能的リテラシーと対義語的に用いられる。これに対して、簡単な読み書きや計算のみできる状態を識字、ごく簡単な文章の読み書きや計算もできない状態は非識字という。

## 概要
通常、知的能力や学習能力に障害があったり（ディスレクシアなど）、あるいは読み書き学習の機会が与えられなかった為に、会話はできても簡単な読み書きにも支障をきたすことを非識字という。対して機能的非識字は、こうした簡単な読み書きに関しては問題なく行うことができ、日常生活において登場する一定水準以上の文字・文章に対する適切な発音・音読もできるが、その内容を期待される水準まで（字面を追ってある程度は理解できても）正しく理解することができないという症状を見せる。これは単に表音文字などで音読できるが単語の意味はわからないために文章が理解できないということではなく、個々の単語の意味がわかる場合でも、文章の正確な理解ができないという読解能力の支障を指す。結果として、機能的非識字者は契約書の理解や、書籍・新聞記事の読解が完全にできておらず、社会や政治への参加に支障をきたしていたり、酷い場合には日常生活にも問題が生じている。さらに、周りの人間のみならず、当の本人すらも見かけの識字能力に問題がないがために、機能的非識字によって支障が出ているということが把握されない（自覚していない）という問題を抱え、識字率の高い先進国であっても一定以上の機能的非識字者が存在することが指摘されている。

## 該当者数/Prevalence
「ビジネス」誌によれば、アメリカでは1500万人の機能的非識字成人が21世紀の初めに職についていた。American Council of Life Insurersの報告では フォーチュン誌による全米トップ500企業の75%が自社の労働者に何らかの補習トレーニングを提供していた。全米で、3000万人（成人の14%）が単純な日常的識字活動ができない状態である。
合衆国教育省教育統計センター（National Center for Education Statistics）はより詳しいデータを提供している。ここではリテラシーは、文章リテラシー（prose literacy）、図表リテラシー（document literacy）、計算リテラシー（quantitative literacy）の、3つのパラメータに分けられ、それぞれのパラメータには、基礎未満、基礎、中庸、優秀（below basic, basic, intermediate, and proficient）の4段階がある。たとえば、文章リテラシーの基礎未満の場合は、短い文章を見て簡単な意味を理解するレベル、計算リテラシーの基礎未満では簡単な加算ができるレベルである。アメリカでは、成人人口の14%が文章リテラシー基礎未満、12%が図表リテラシー基礎未満、22%が計算リテラシー基礎未満だった。この3分野すべてで優秀となったのは、人口のたった13%であったこのグループは、2つの論説の観点を比較し、血圧・年齢・身体活動に関する図表を読み取り、食品の重量あたりの単価を計算・比較することができるレベルである。
2006年6月14日付のデイリー・テレグラフによれば、イギリスでは、「英国成人の6人に一人が、11歳児のリテラシー能力を欠いている」。2006年のイギリス教育省の報告によれば、学童の47%が基礎的レベルの機能的計算力も達成することなく16歳で卒業し、42%が英語を機能的に運用する基礎力を身につけ損なっているという。つまりイギリスでは毎年、10万人の生徒が、機能的非識字の状態で学校を離れるのである。
2017年の調査によれば、日本の中学生の約15%は平仮名と片仮名は読めるが、新聞や教科書の理解に支障を来しているとしている。

## 調査研究
2001年にNortheast Instituteが出版した、職場におけるリテラシーについての研究によれば、基礎的能力の不足による産業損失が1年につき数百万ドルにものぼることが分かった。これは、機能的非識字による低生産性、エラー、事故に起因する。
社会学的研究によれば、成人人口中の機能的非識字率が低い国々は教育の最終段階に近い（nearing the end of their formal academic studies）若年層における科学的リテラシーのレベルが高い傾向がある。この呼応は、市民活動に関連する基本的な文書や図表を理解するためには機能的識字が必要であり、その機能的識字を生徒に獲得させることを保証する学校の力が、社会の市民リテラシーに寄与する要因となっていることを示唆している。
漢字文化圏では「日常生活でも相当数の漢字を覚えていなければ、文章の内容を正しく理解することができない」と言われることがある。ジェリー・ノーマンは、中国で機能的非識字状態にならないようにするには3,000字から4,000字が必要だと主張した。
ただし、相当数の語根と単語を覚えなければならないのはアルファベット圏だって同じである。英語を流暢に使うには10,000に及ぶ単語が必要で、エスペラントでさえ千単位の語彙を覚えなければならない。
日本では、一般社会で使われる漢字の目安である常用漢字は合わせて2136字もあるが、そのうち上位200字だけ覚えても語彙の50%が、650字だけで80%をカバーできる。

## 関連図書
- 赤尾勝己『生涯学習の社会学』玉川大学出版部、1998
- ジョナサン・コゾル（著） 脇浜義明（翻訳） 『非識字社会アメリカ』（世界人権問題叢書） 明石書店 1997年 ISBN 4750309184